# Ancora una notte insieme Tour
Ancora una notte insieme è il tour musicale dei Pooh, svolto nell'estate 2009, e che ha preso il nome dall'omonimo album pubblicato dalla band l'8 maggio dello stesso anno.

La rassegna è partita il 18 luglio dalla Reggia di Caserta e ha toccato le arene, i teatri e i luoghi più suggestivi di tutta Italia nei mesi di luglio e agosto, prima di tornare dentro ai mitici palasport nel mese di settembre e concludersi nella serata finale di Assago, il 30 settembre al Mediolanum Forum (ex Fila Forum e Datch Forum).

Il tour segna l'uscita dal gruppo del batterista Stefano D'Orazio, e darà ai milioni di fan dei Pooh l'occasione di salutare uno dei loro beniamini per l'ultima volta. Il doppio cd Ancora una notte insieme  è uscito infatti con l'intento di dire ciao a uno dei fab four italiani, che hanno inserito nella loro ultima opera solo pezzi della storia dei Pooh cantati a 4 voci. Da Uomini soli a Amici per sempre, da Il cielo è blu sopra le nuvole a Se balla da sola e Tropico del Nord, oltre all'inedito Ancora una notte insieme. Il doppio cd, in vendita da maggio, ha già toccato quota 70.000 copie, ottenendo il disco di platino.

La seconda data del tour ad Assago è stata aggiunta dopo che i biglietti per la serata del 30 settembre erano esauriti già da svariati mesi. Si è reso così necessario, per dare a tutti l'opportunità di partecipare a questa grande festa, di aggiungere l'ennesima data di questo incredibile tour.

## Date

### Luglio
- 18 - Caserta - Reggia, Cortili Vanvitelliani
- 22 - Villafranca di Verona - Castello Scaligero
- 24 - Brescia - Piazza Duomo
- 25 - Piazzola sul Brenta - Anfiteatro Camerini
- 27 - Sogliano al Rubicone - Piazza Matteotti
- 29 - Carpi - Piazza dei Martiri
- 30 - Codroipo - Villa Manin

### Agosto
- 05 - Torre del Lago - Teatro all'aperto “Puccini”
- 06 - Piombino - Piazza Bovio
- 11 - Paestum - Teatro dei Templi
- 21 - Cagliari - Anfiteatro romano
- 22 - Alghero - Anfiteatro "Giuni Russo"
- 27 - Siracusa - PalaLive
- 29 - Taormina - Teatro Antico

### Settembre
- 12 - Trento - PalaTrento
- 14 - Varese - PalaWhirlpool
- 16 - Parma - Palasport “B. Raschi”
- 17 - Firenze - Nelson Mandela Forum
- 19 - Roma - Palalottomatica
- 21 - Livorno - PalaLivorno
- 23 - Torino - PalaTorino
- 24 - Bergamo - Palasport di Treviglio
- 26 - Treviso - Palaverde
- 28 - Milano - Mediolanum Forum
- 30 - Milano - Mediolanum Forum